# 2C-D
2C-D is de afkorting die gegeven wordt aan 2,5-dimethoxy-4-methylfenethylamine, een synthetisch fenethylamine (designer drug) met relatief weinig bekendheid. Het is een psychoactieve drug die in Duitsland tijdens de jaren 1980 onder de naam LE-25 getest werd door de onderzoeksgroep van Hanscarl Leuner als hulpmiddel in de psychotherapie.

## Effecten
Alexander Shulgin beschreef de werking van 2C-D in PiHKAL en raadde een dosis van 20–60 mg aan (8 MU). De stof wordt beschreven als een mild psychedelicum met een korte werking (4 tot 6 h) en weinig neveneffecten.

## Wetgeving
- België: Niet expliciet vermeld in de wet
- Nederland: Niet expliciet vermeld in de Opiumwet
- Verenigde Staten: Niet expliciet vermeld maar vervolging is mogelijk via de Federal Analogue Act